# Földházi Dávid
Földházi Dávid (Kecskemét, 1995. január 6. –) magyar úszó.
A 2013-as ifjúsági Európa-bajnokságon 200 méter háton lett bronzérmes. A junior világbajnokságon 200 m vegyesen hetedik lett. A 2013-as rövid pályás Eb-n 100 m gyorson 54., 100 m hát 29.,  200 m mellen 30., 200 m vegyesen 15. volt. A 2014-es rövid pályás vb-n 50 m háton 26., vegyes váltóban 10., 100 méter vegyesen országos csúccsal 10. helyezést ért el. A 2015-ös rövid pályás Európa-bajnokságon 50 m háton 39., 100 m háton 25., 200 m háton hatodik, 100 m vegyesen 19., vegyes váltóban ötödik lett. A 2016-os úszó-Európa-bajnokságon 100 m háton 16., 200 m hát 10. helyen végzett. A bronzérmes vegyes vegyes váltóban az előfutamban szerepelt.

## Rekordjai
100 m vegyes, rövid pálya
- 53,08 (2014. december 6., Doha) országos csúcs[3]